# Panel

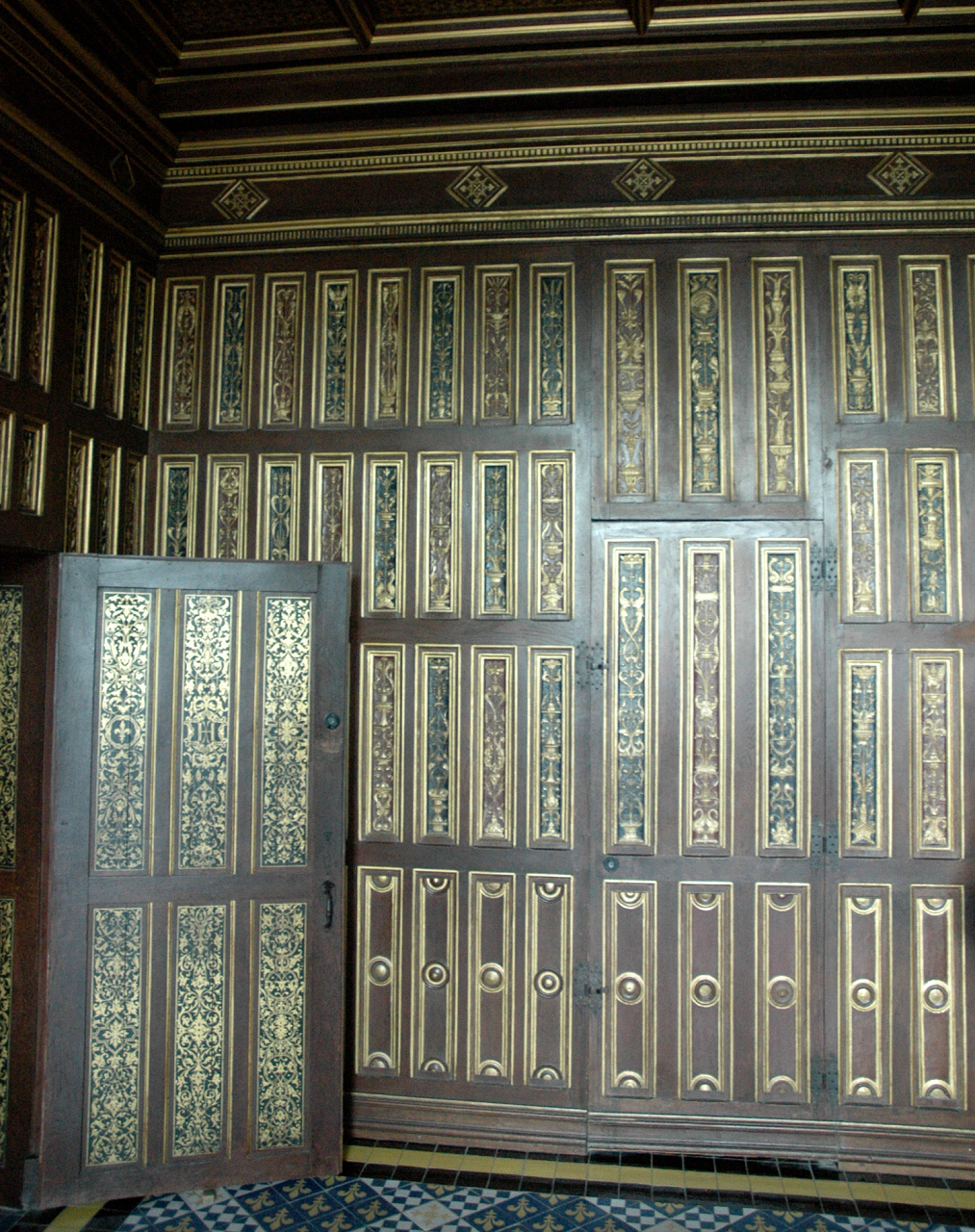
Panel i Slottet i Blois.

Träpanel – Hallwylska museet i Stockholm.

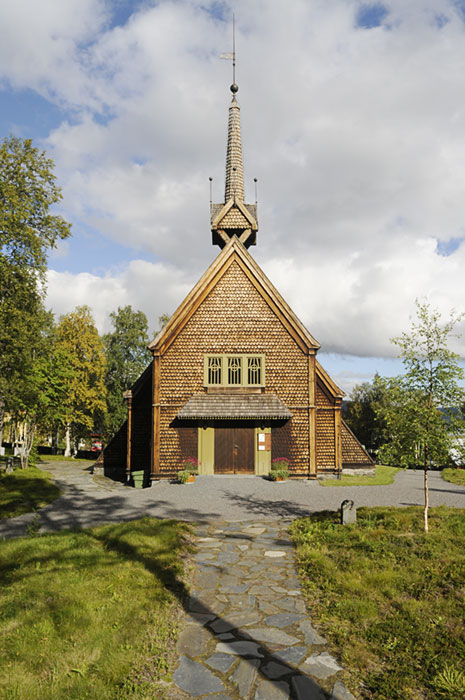
Ammarnäs kyrka i Lapplands fjällvärld är en träkyrka helt täckt av så kallad pärt.

En panel är en beklädnad eller fyllning av trämaterial, ofta en väggbeklädnad som helt eller delvis täcker väggen och ramas in och indelas i fält av lister. Paneler kan finnas på både ytter- och innerväggar, de kan antingen vara liggande eller stående och finns i flera olika utföranden, benämnda efter hur man skarvar brädorna. I högreståndsbyggnader kan de interiöra panelerna (boaseringen) uppnå en mycket hög variationsrikedom där de oftast går mot det mer ornamentala. 
Den panelarkitektur som under senare 1800-talet och in på 1900-talet växte fram i Sverige tog upp stildrag från såväl schweizerstil, nationalromantik och cottagestil betonade fältindelningar och listverk och träpanelen fick allt rikare utformning. Panelen spikades liggande eller stående på olika byggnadsdelar; panelen på nedervåningen var ofta liggande medan den stående panelen på övervåningen kunde avslutas med dekorativa spetsar. Ibland kunde panelen inom en begränsad yta spikas diagonalt.

## Interiöra panelvarianter
Ordet panel syftade ursprungligen på ett slags väggbeklädnad med fyllningar av tyg, men har sedan 1500-talet används om väggbeklädnader av trä. Från mitten på 1700-talet blev det vanligt med bröstpanel. Denna gick upp till fönsterbänkshöjd och var utförd som ett ramverk med fyllning av trä. Fyllningarnas utseende varierade med tidsepoken; ibland ersattes fyllningarna av en slät panel. Under 1800-talet var bröstpaneler var ännu vanliga och fyllningar hade ofta rombisk form. Bröstpanelerna fanns kvar in på 1930-talet men blev därefter omoderna och ersattes eller täcktes över med masonit. 
- Boasering är hela väggpaneler av trä, och förekom i mycket påkostade miljöer i och med rokokon i mitten på 1700-talet men blev vanligare vid 1700-talets slut.[4] Idag används uttrycket ofta om de flesta bröstningar av trä.

- Spontad panel innebär att man i panelen har en utskårad del, kallad not, och en utstickande del, kallad fjäder, som ska passa in i noten på intilliggande bräda. 
  - Slätpanel är en slät, spontad panel.
  - Fasspontpanel är panel som fasas i olika utförande, bland annat 
    - Pärlspont började tillverkas vid mitten av 1800-talet då snickerier börjar tillverkas maskinellt. Den är en fasspontpanel och används som stående panel och på samma sätt som faspanel till innertak, innerväggar och bröstningar. Pärlsponten har en liten upphöjning på fjädern – en ”pärla” – vilket ger vad man idag beskriver som allmogestil på det färdiga resultatet.  Pärlsponten var i slutet av 1800-talet vanlig i de flesta hem. Panelen utfördes oftast som en bröstpanel men det förekom också att hela rum kläddes in med pärlspont, inte bara kök och förstugor. En bit in på 1920 ersattes pärlsponten av fasspontpanel. En äldre pärlspontpanel är bredare än en yngre som är tunnare och smalare.[4]

## Exteriöra panelvarianter

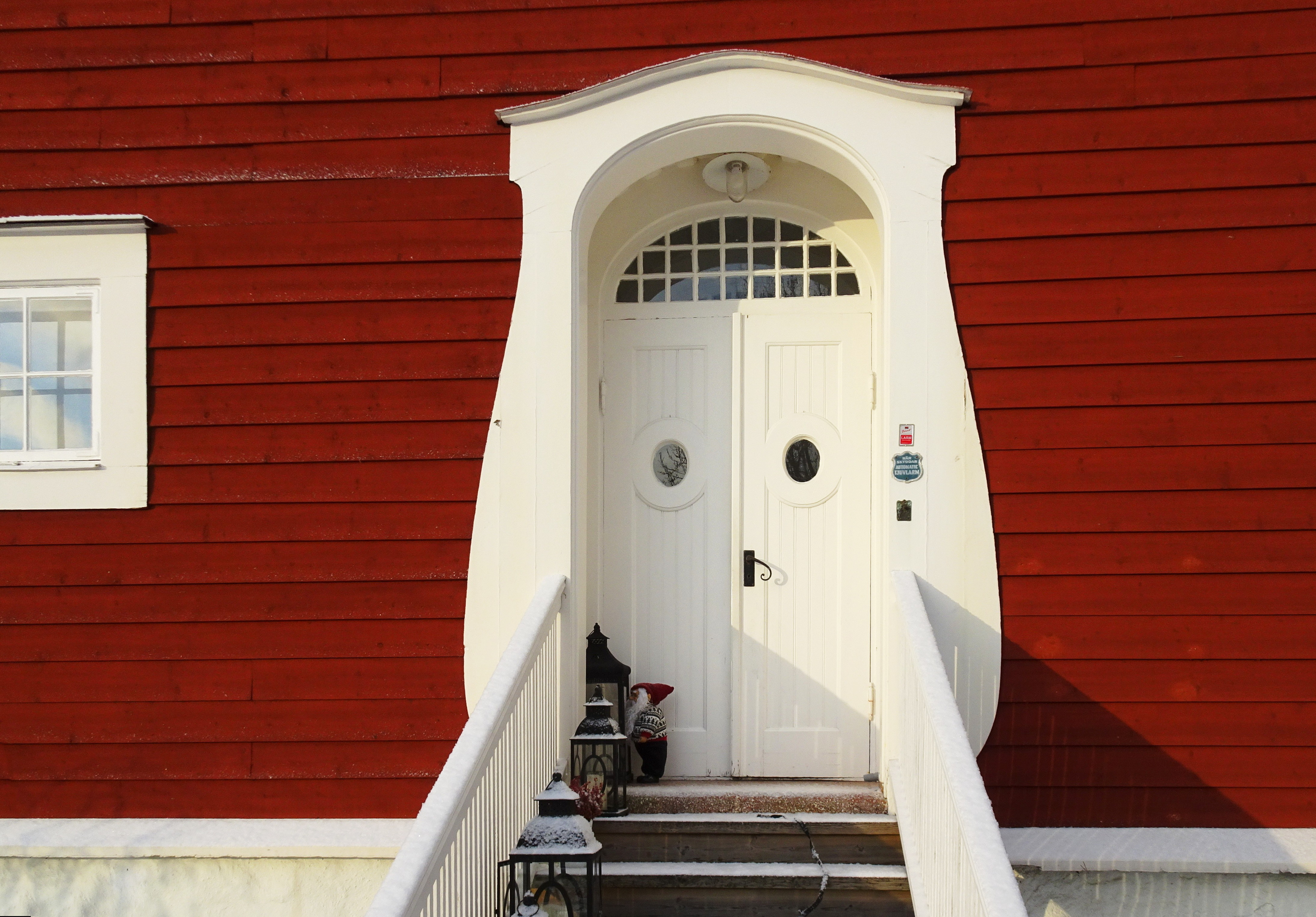
Panel på förvandring på Tammska villan, arkitekt Carl Westman (1903).

### Liggande paneler
- Fjällpanel är en enkel typ av liggande panel som består av överlappande brädor där den överliggande brädan överlappar den undre. Det krävs därför inte någon större behandling av brädorna.
  - Panel på förvandring är en mer avancerad - men ospontad - variant av fjällpanelen med mer behandlade brädor, som fasats för att passa in i varandra.
- Spontad panel innebär att man i panelen har en utskårad del, kallad not, och en utstickande del, kallad fjäder, som ska passa in i noten på intilliggande bräda. 
  - Slätpanel är en slät, spontad panel.
  - Fasspontpanel är panel som fasas i olika utförande, bland annat 
    - Liggande fasspontpanel
    - Fasad enkelfas, som tidigare var mycket vanlig.
    - Kälspontpanel har breda käl (rundade fördjupningar i nederkanten) som efterliknar murfogarna i ett stenskift.
- Falsad spårpanel med fasade kanter är panelbrädor med fasade kanter
- Stockpanel består av rundade brädor som därmed bildar ett mer stockliknande utseende i fasaden, de är oftast spontade för att passa i varandra.

### Stående paneler
- En lockpanel består av ett bakre och ett främre lager av ofasade brädor, uppsatta med jämna mellanrum där det främre lagret (locket) läggs över de bakre brädornas ändar, så att även en del av del bakre lagret (bottenbrädan) är synligt. Lockpanelen är sedan 1970-talet den vanligaste stående panelen.
- En locklistpanel eller lockläktspanel består jämfört med lockpanelen av två olika detaljer för botten och lock, där locket utgörs av tunna lister. Finns även som omvänd lockläktspanel.
- Spontad ytterpanel förekommer också, med eller utan lockläkt.
- Okantad panel, också kallad vankantad panel, användes tidigare ofta på lador, uthus, bodar och liknande. Okantad panel konstrueras på samma sätt som lockpanel, men panelbredden varierar starkt och panelbrädorna har koniska mått, varför de vänds med omväxlande bredända mot smalända. Paneltypen är relativt ovanlig idag.

### Övrig panel
- Spånpanel, är spån kluvna för hand, sågade eller senare hyvlade och var mest vanligt som takmaterial, men förekom också som väggmaterial. Ibland skiljer man på spån och pärt (stickor/spiller/pert), där det senare är något tunnare och användes på vanliga tak och väggar, medan det lite kraftigare spåner användes på kyrkor och andra viktigare byggnader. Under 1800-talets andra hälft var pärt vanligt som takmaterial på ekonomibyggnader. En förutsättning för detta var maskinellt framställd spik.[5]

## Bildexempel

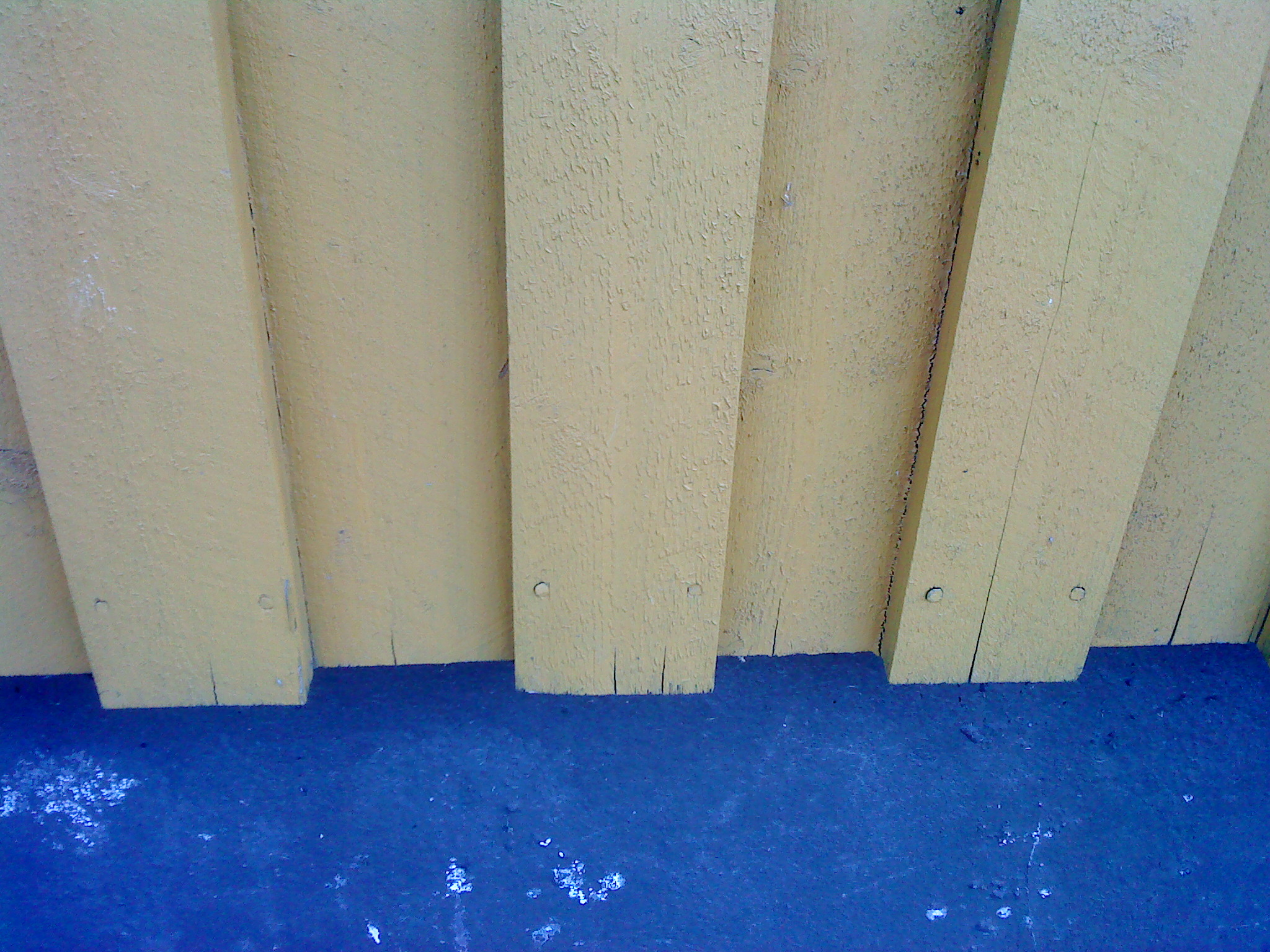
Lockpanel
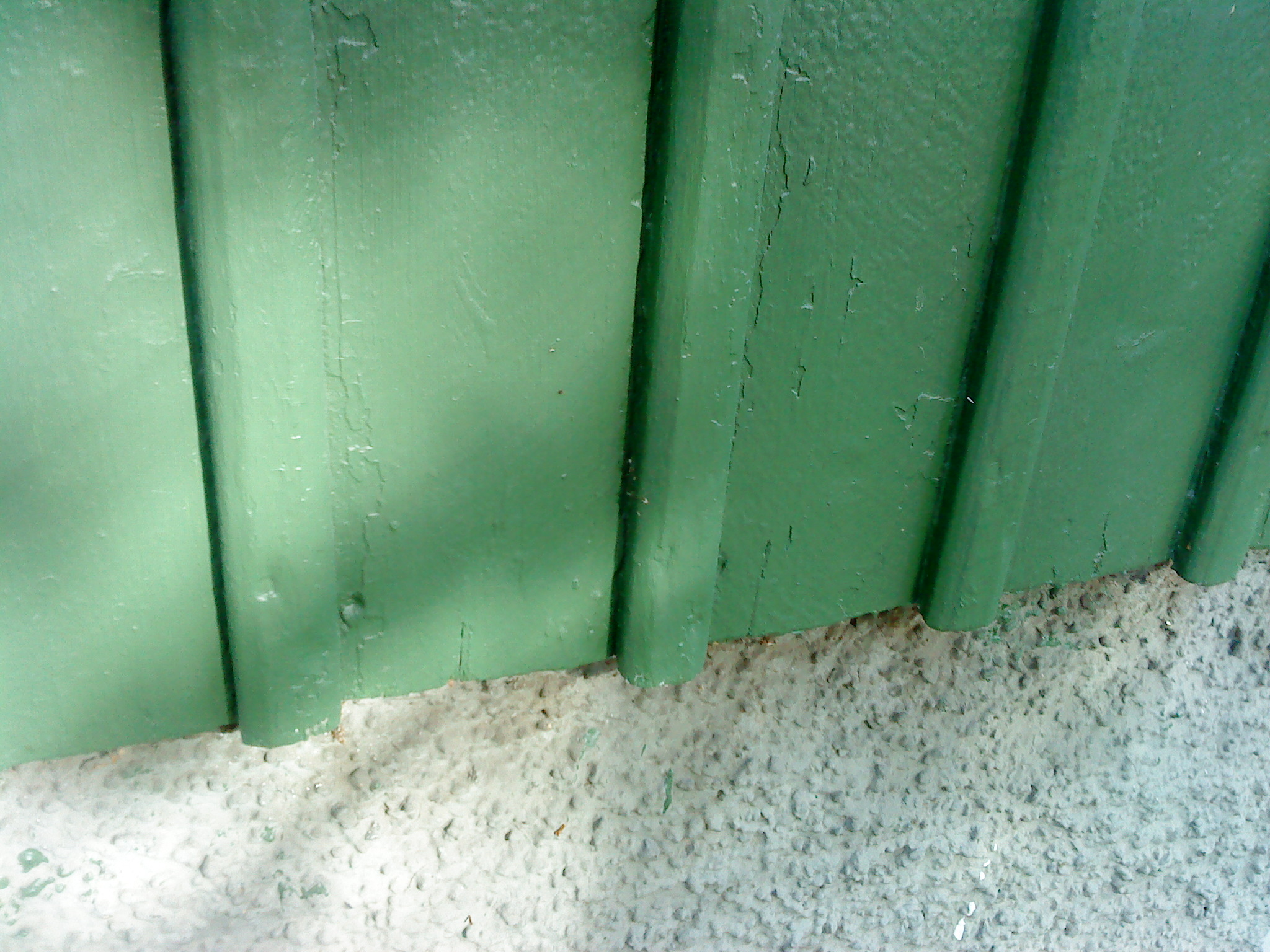
Locklistpanel
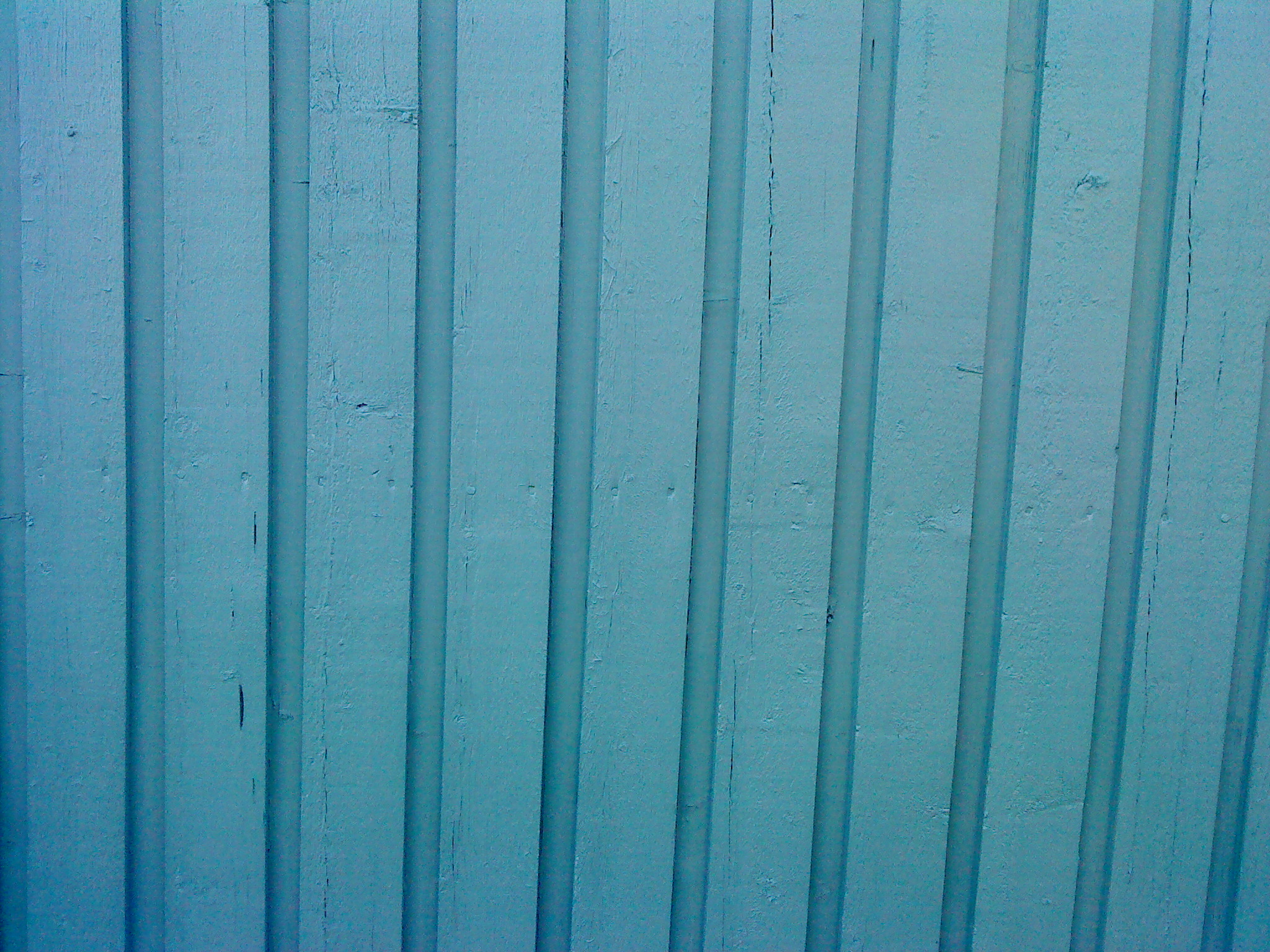
Omvänd locklistpanel
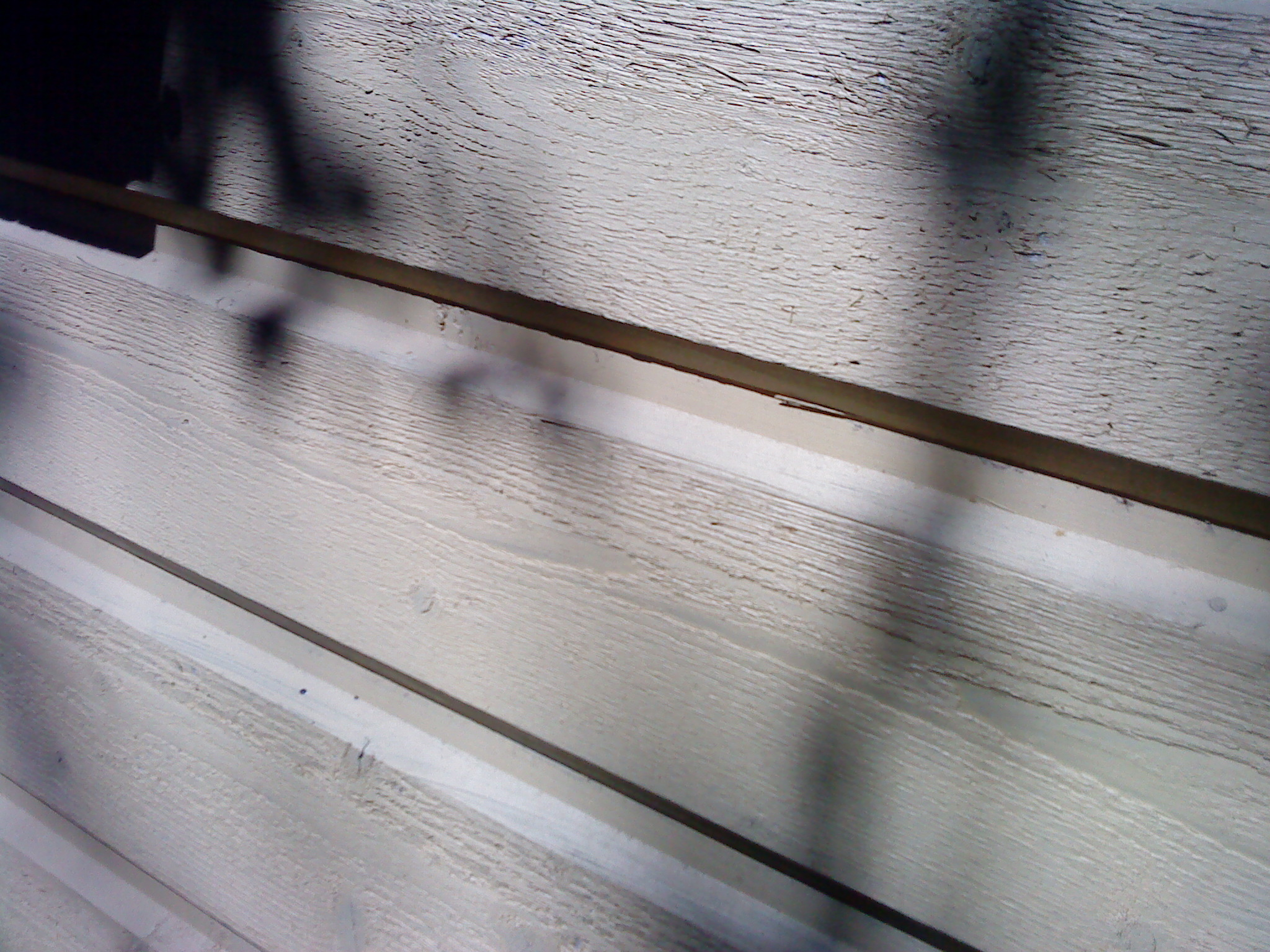
Fasad, liggande panel
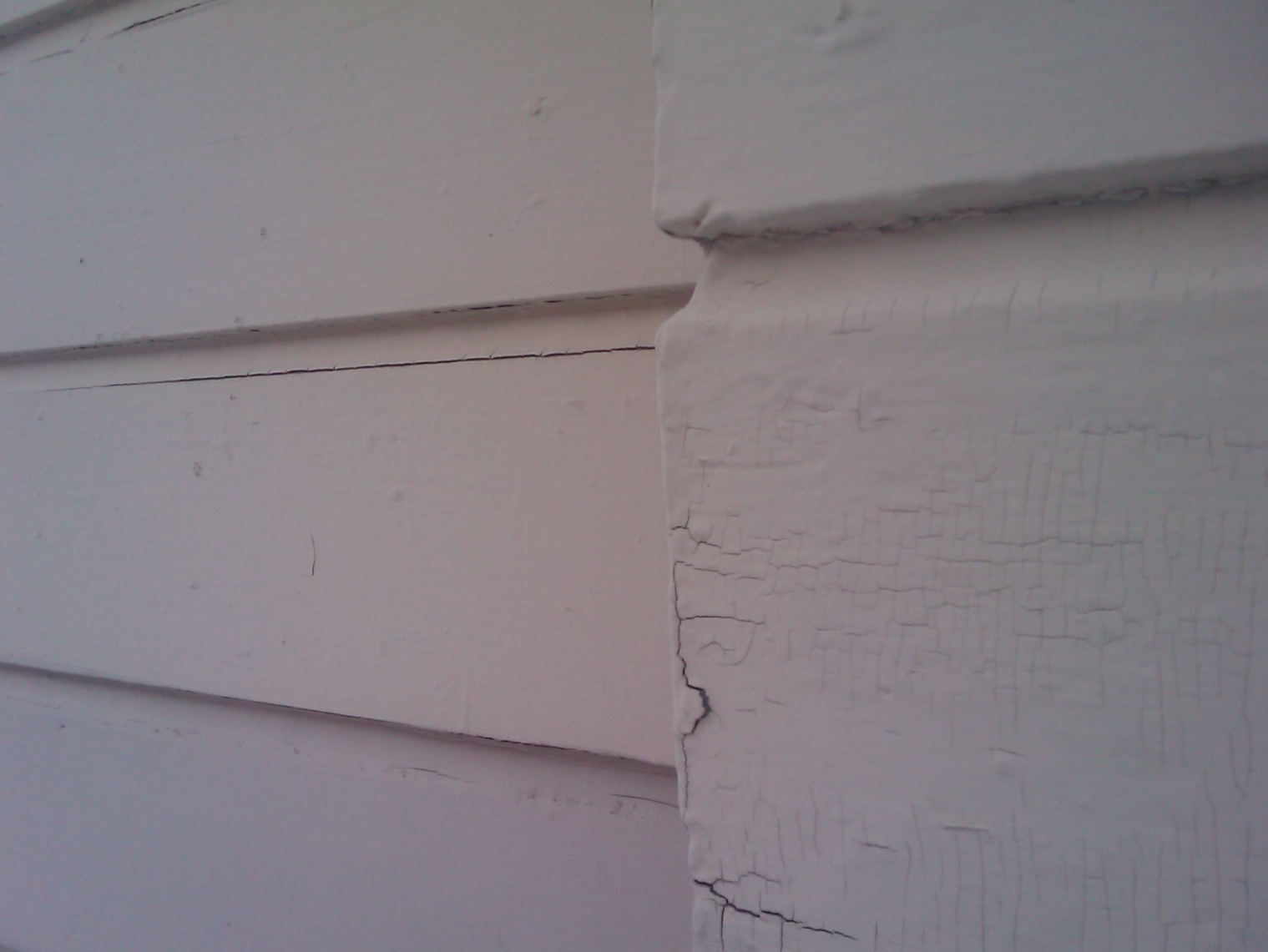
Kälspont
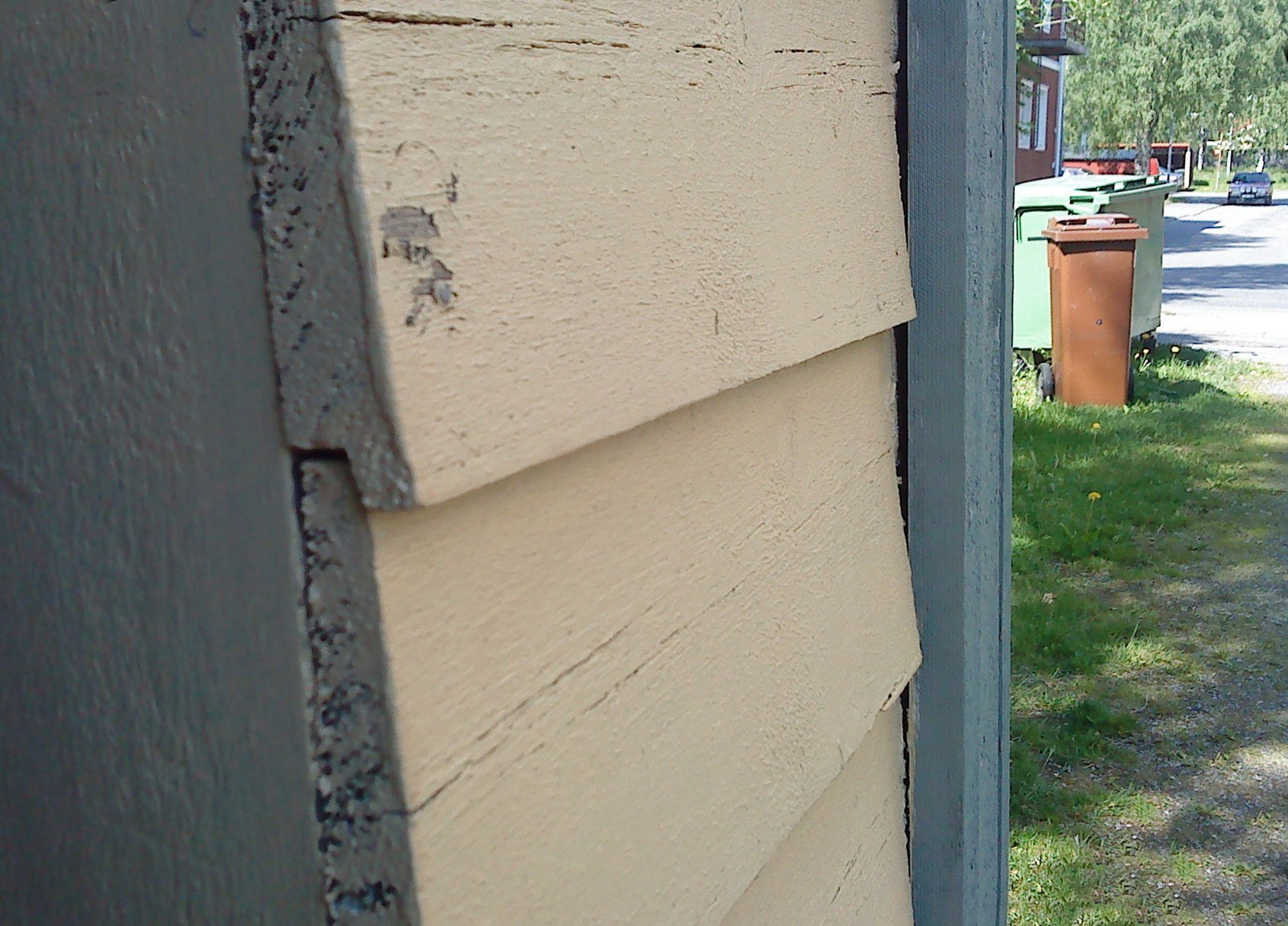
Panel på förvandring, kallas ofta fjällpanel